# Luis Vega Escandón
Luis Vega Escandón (ur. 11 listopada 1928 w Luanco w gminie Gozón, zm. 31 października 2014 tamże) – hiszpański polityk i prawnik, członek Kongresu Deputowanych, od 1986 do 1987 eurodeputowany II kadencji.

## Życiorys
Syn rybaka, urodził się jako piąte z sześciorga dzieci. W 1951 ukończył studia prawnicze na Uniwersytecie w Oviedo, przez kilka lat wykładał na nim historię prawa hiszpańskiego. Praktykował jako adwokat w rodzinnym mieście, bronił m.in. opozycjonistów oskarżonych z przyczyn politycznych. W latach 50. działał w Akcji Katolickiej. W latach 60. współpracował z chrześcijańsko-socjaldemokratycznym ruchem Izquierda Democráta Cristiana związanym z Joaquínem Ruiz-Giménezem, został wiceszefem tej partii. Później kierował strukturami Partido Demócrata Cristiano w Asturia, w 1978 przystąpił z tą partią do Unii Demokratycznego Centrum (także szefując jej w Asturii). W wyniku konfliktu z władzami tej ostatniej w 1982 wstąpił do Demokratycznej Partii Ludowej.
W 1977 wybrany do Zgromadzenia Konstytucyjnego (przejściowego parlamentu), w 1979 i 1983 wybierano go członkiem Kongresu Deputowanych I i II kadencji. Jako parlamentarzysta brał udział w pracach nad projektem konstytucji z 1978, był także związany z regionalnymi władzami Asturii za rządów Rafaela Fernándeza Álvareza. Od 1 stycznia 1986 do 5 lipca 1987 był posłem do Parlamentu Europejskiego w ramach delegacji krajowej. Przystąpił do Europejskiej Partii Ludowej, od kwietnia do lipca 1987 zasiadał w jej prezydium. W późniejszych latach związany z Alianza Popular i Partią Ludową, w 1996 wycofał się z działalności politycznej.

## Życie prywatne
Był żonaty z Maríą del Socorro Cores.